# NGC 7485
NGC 7485 је лентикуларна галаксија у сазвежђу Пегаз која се налази на NGC листи објеката дубоког неба.
Деклинација објекта је + 34° 6' 29" а ректасцензија 23h 6m 4,8s. Привидна величина (магнитуда) објекта NGC 7485 износи 13,2 а фотографска магнитуда 14,2. NGC 7485 је још познат и под ознакама UGC 12360, MCG 6-50-22, CGCG 515-24, PGC 70470.